# Clímene (filla d'Oceà)
|  | Per a altres significats, vegeu «Clímene». |

Clímene (en llatí: Clymene, en grec antic: Κλυμένη) va ser una nimfa, filla d'Ocèan i de Tetis. Era filla de la primera generació de divinitats, els titans, i una de les oceànides.
Segons Hesíode i Higí, es va unir al tità Jàpet i va ser la mare d'Atlas, Meneci, Prometeu i Epimeteu. Higí no cita Meneci, però sí als altres tres.
Segosns uns escolis a Píndar i Dionisi d'Halicarnàs, era l'esposa de Prometeu, i en aquest cas seria la mare d'Hel·len, l'avantpassat de tots els hel·lens, i de Deucalió.
També va mantenir, segons Ovidi, Servi Maure Honorat i Estrabó, relacions amb Hèlios, de les quals van néixer Faetont i les Helíades.